# Gransee
Gransee es un municipio situado en el distrito de Alto Havel, en el estado federado de Brandeburgo (Alemania), a una altitud de 50 metros. Su población a finales de 2016 era de 6000 habs. y su densidad poblacional, 50 hab/km².

## 
- Emma Trosse (1863-1949),  poetisa, escritora de Alemania